# 莫文帝
莫文帝可以指：
- 越南莫朝建始欽明文皇帝莫挺之
- 越南莫朝欽哲文皇帝莫登瀛